# Ottoia
Genre
Espèces de rang inférieur
- † Ottoia prolifica Walcott[1], 1911, espèce type
- † Ottoia tricuspida Smith et al.[2], 2015

Ottoia est un  genre éteint de vers priapuliens trouvés en abondance parmi les fossiles des schistes de Burgess datant du Cambrien moyen en Colombie-Britannique. D'autres fossiles rapportés à ce genre sur d'autres sites dans le monde n'ont pas été confirmés.

## Liste des espèces
- † Ottoia prolifica Walcott[1], 1911, espèce type
- † Ottoia tricuspida Smith et al.[2], 2015

Les deux espèces proviennent des schistes de Burgess en Colombie-Britannique (Canada).

## Description et paléobiologie

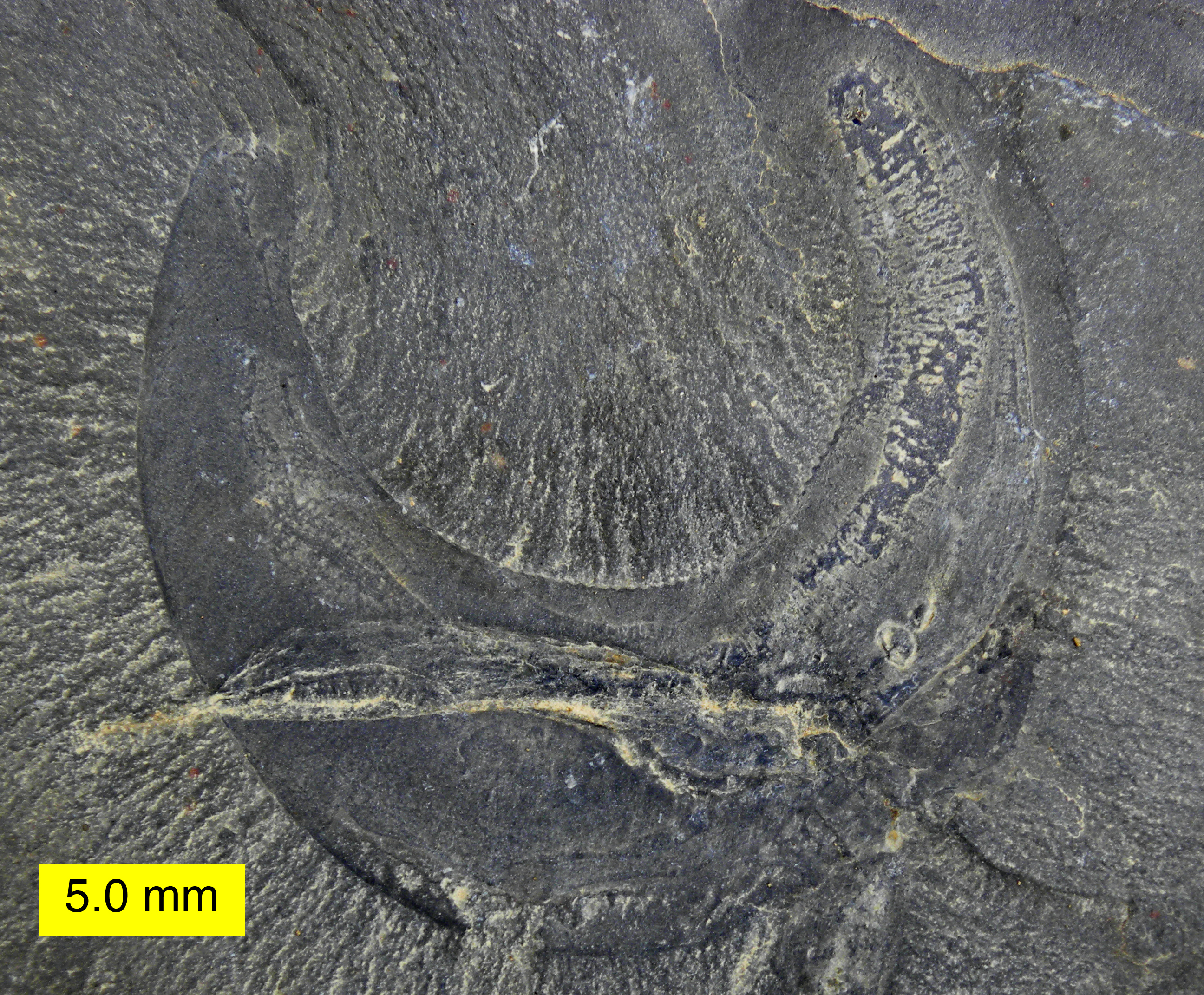
Ottoia prolifica dans les schistes de Burgess, Canada.

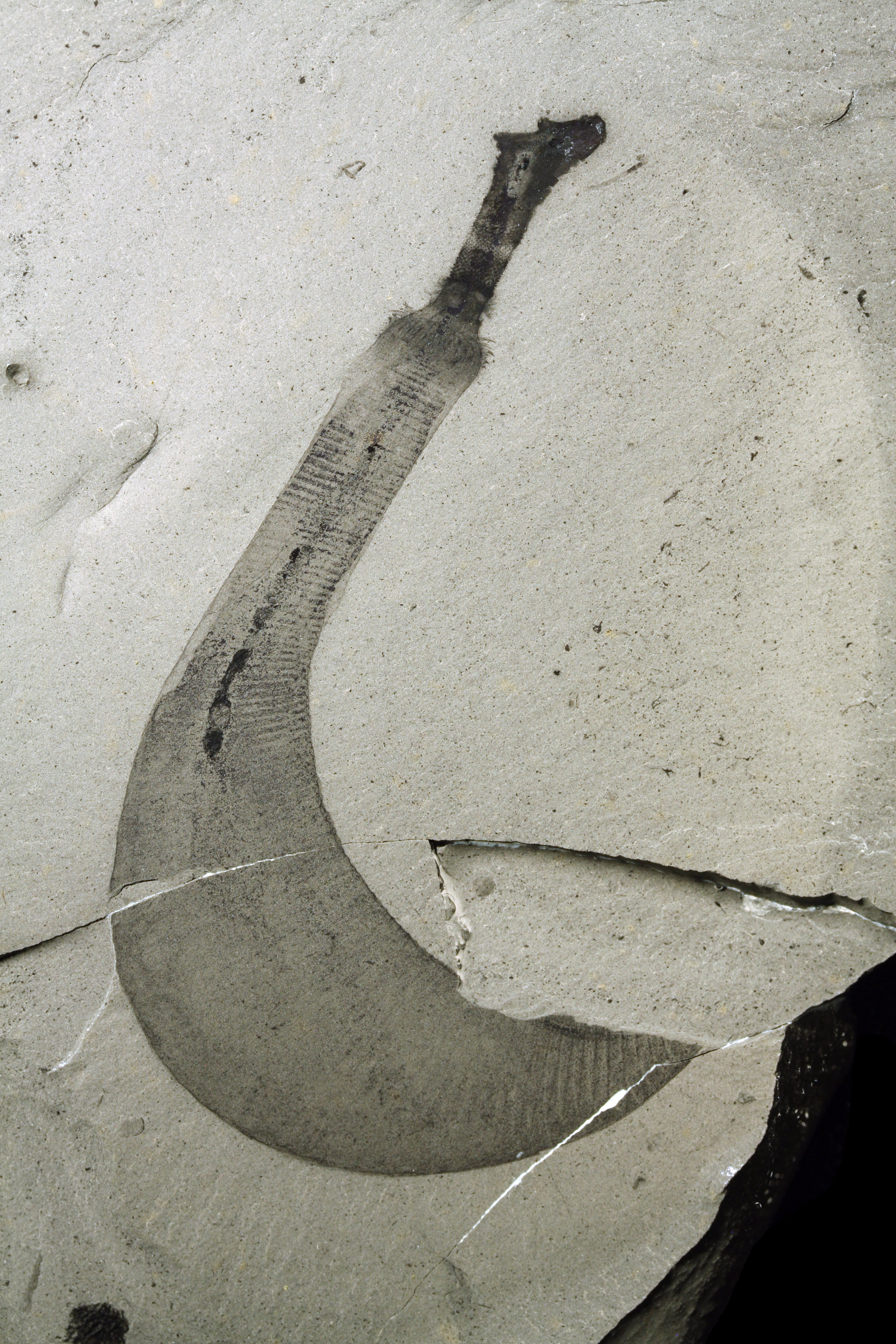
Holotype d'Ottoia tricuspida, référencé ROM 63057.
Spécimen complet long de 8 centimètres avec sa trompe (proboscis) en haut.

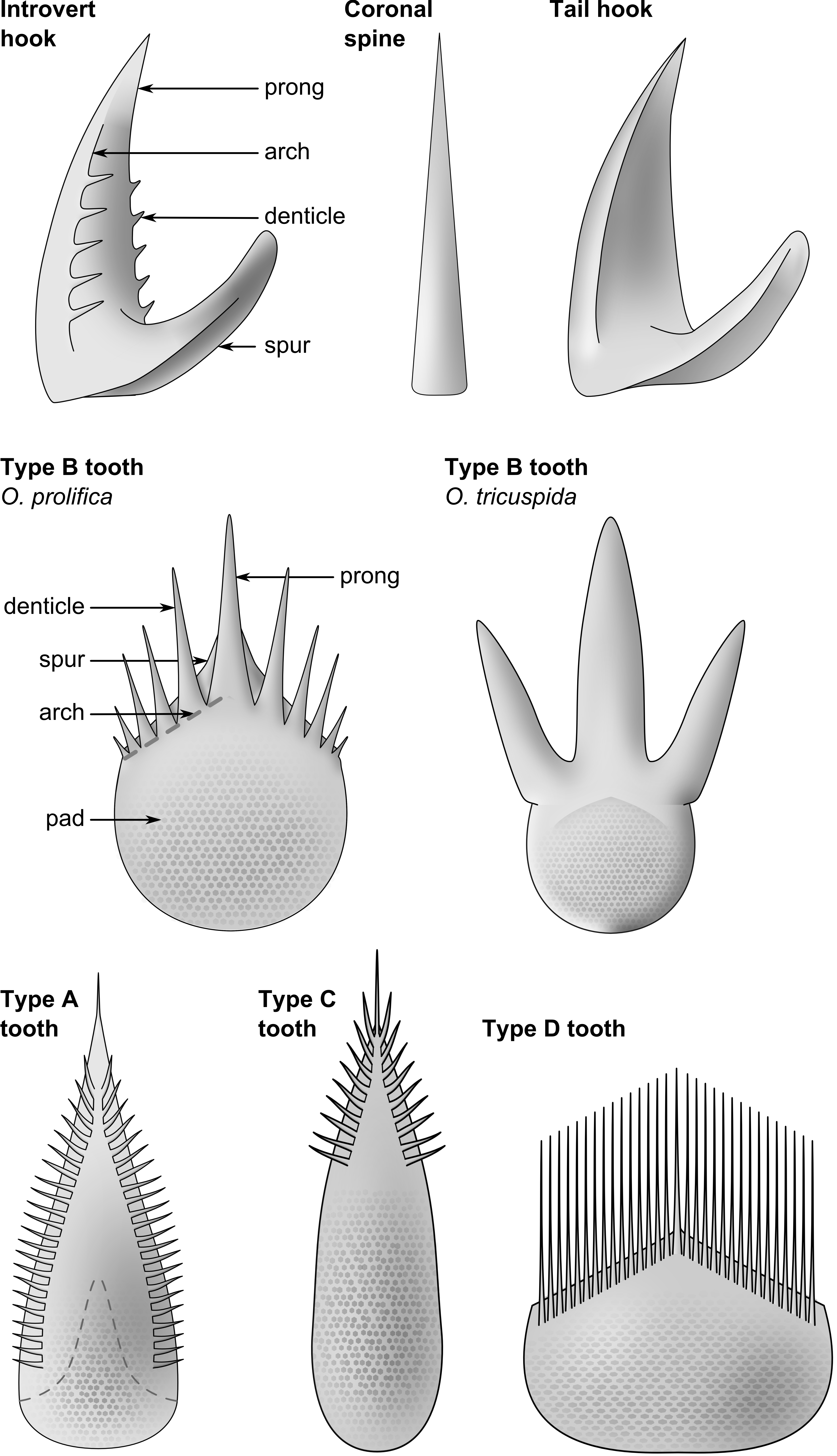
Dessins de différents types
de sclérites d'Ottoia, crochets, épines et dents.
Longueurs de quelques dixièmes de millimètres.

C'est un des plus anciens priapuliens connus, et sa longueur moyenne est d'environ 8 centimètres.
Ottoia était un animal fouisseur en fond de mer qui chassait ses proies avec une sorte de trompe rétractile (proboscis). Il semble avoir eu aussi un comportement de charognards, mangeant des organismes morts comme l'arthropode Sidneyia.
Les épines présentes sur sa trompe ont été interprétées, en suivant le principe d'uniformitarisme (ou actualisme), comme des dents avec lesquelles il capturait ses proies. Il creusait des tunnels dans le sédiment de fond de mer et vivait vraisemblablement dans un terrier en forme de « U » à partir duquel il pouvait étendre sa trompe à la recherche de proies. L'étude de son contenu intestinal confirme que c'était un prédateur se nourrissant de l'hyolithe Haplophrentis (un animal à coquille similaire aux mollusques) qu'il avalait généralement en commençant par la tête. Des preuves de cannibalisme ont également été rapportées, une caractéristique commune chez les priapuliens modernes.

## Paléoécologie
Étant donné qu'il habitait dans les fonds marins, et considérant que les schistes de Burgess se trouvent au pied de falaises calcaires, il est facile de présumer que l'animal était très vulnérable aux avalanches de boues sous-marines, qui pouvaient facilement l'entraîner au loin, voire l'enterrer. Cela peut expliquer pourquoi l'animal est l'un des plus communs de la faune de Burgess.
On connaît près de 1 500 spécimens fossiles d'Ottoia. Parmi les autres priapuliens de la faune de Burgess, on trouve les genres Ancalagon, Selkirkia et Louisella.

## Répartition géographique
Ottoia a été décrit également dans des sédiments du Cambrien moyen dans différentes partie du monde, en particulier en Espagne et en Utah et au Nevada, toutefois ces études n'ont pas été validées, et les seuls macrofossiles d'Ottoia considérés comme valides proviennent des schistes de Burgess.
À l'échelle des microfossiles cependant, des dents d'Ottoia, ont été découvertes sur l'ensemble du bassin sédimentaire de l'Ouest canadien.